# Iclazepam
L'iclazepam è uno psicofarmaco appartenente alla categoria delle benzodiazepine che ha effetti sedativi e ansiolitici simili a quelli prodotti da altri derivati delle benzodiazepine e ha più o meno lo stesso effetto del clordiazepossido.